# Ross-Ade Stadium
O Ross-Ade Stadium é um estádio localizado em West Lafayette, Indiana, Estados Unidos, possui capacidade total para 57.236 pessoas, é a casa do time de futebol americano universitário Purdue Boilermakers football da Universidade Purdue. O estádio foi inaugurado em 1924.